# 華沙條約導軌
华沙条约导轨（英語：Warsaw Pact rail）是一种由苏聯開發的槍械附件安裝导轨，一般安裝於俄式槍械（如：AK-74N和SVD）或前東方陣營槍械的機匣左邊，以方便安裝包括PSO-1光學瞄準鏡和NSPU夜視儀在內的各種俄式瞄準器材。

## 特點
华沙条约导轨安裝在俄式槍械的機匣左側。其使用方式十分簡單，用戶只需把华沙条约規格瞄準鏡的安裝座嵌入華沙條約導軌，然後上鎖。安裝和拆除瞄準鏡的過程毋需任何工具即可完成。然而华沙条约导轨也具備以下缺點：
- 部份槍型（如：AK系列）透過华沙条约导轨安裝瞄準鏡後，用戶會無法打開或拆除其機匣蓋，以至無法在不拆下瞄準鏡的前提下為武器進行野戰分解。這也導致在重新裝上瞄準鏡後需要再度校凖和歸零。
- 對於配備向左摺疊式槍托的槍械，用戶無法在其透過华沙条约导轨安裝瞄準鏡時把槍托摺疊。
- 在皮卡汀尼導軌逐漸成為主流的配件安裝平台後，有部份使用配備华沙条约导轨的槍械的用戶希望在槍上安裝西方的瞄準器材（如：EOTECH、ACOG等）。為了迎合這些用戶的要求，一些槍械零件生產商（如：Zenitco）開始提供可安裝在华沙条约导轨上，附帶皮卡汀尼導軌的外掛安裝平台（通稱：鏡橋）。儘管使用鏡橋滿足了部份用戶在俄式武器上安裝新型瞄準鏡的欲望，卻也導致了如瞄準線過高的問題出現。為了解決這些問題，一些生產商開始為這些舊東方陣營的槍械生產整合了皮卡汀尼導軌的防塵蓋。近年許多新推出的俄式槍械（如：AK-12突擊步槍）已開始採用這種做法。不過，並非所有廠商出品的防塵蓋都能夠在安裝瞄準鏡後保持歸零，這需要取決於防塵蓋的固定方式和鬆緊。

## 采用此导轨的武器

### 蘇聯／俄羅斯原產
- AKMN
- AK-74N
- AKS-74UN
- AKS-74N
- AK-74MN
- AK-101
- AK-102
- AK-103
- AK-104
- AK-105
- AK-107
- AK-108
- AK-109
- AK-9
- Saiga系列
- AN-94
- AEK-971
- AEK-972
- AEK-973
- AS Val
- 9A-91
- SR-3M
- ASM-DT
- SVD
- SVD-M
- SVU
- SVD-S
- SVD-K
- VSS Vintorez
- VSK-94
- OSV-96
- KSVK
- PP-19野牛
- 勇士SN
- RPKN
- RPK-74N
- RPK-201
- RPK-203
- PKMN
- PKP Pecheneg
- AEK-999
- NSV
- Kord
- 6P62
- Saiga-12系列
- Vepr-12